# Žĺtkové rezy
Los (orechovo-) žĺtkové rezy (AFI: ['ɔrexɔʋɔ-ʐl̩tkɔʋeː 'rezi], en español: cortes de (nuez-)yema), los jarné (orechové) rezy (AFI: ['jarneː 'ɔrexɔʋeː 'rezi], en español: cortes (de nuez) de primavera), el žltý koláč (AFI: ['ʐltiː 'kɔlaːtʂ], en español: pastel amarillo) o el zlatý koláč (AFI: ['zlatiː 'kɔlaːtʂ], en español: pastel dorado), en Eslovaquia, o los žloutkové řezy (s ořechy) (AFI: ['ʒloutkovɛː 'r̝ɛzɪ 's 'or̝ɛxɪ], en español: cortes de yema (con nuez)), en República Checa, es un múčnik festivo checo y eslovaco semplice de pan dulce de nuez, posiblemente con aroma de café, y glaseado de yema de huevo. Se sirven tradicionalmente en Navidad, Pascua, fiestas o simplemente apto para café.